# Открытый российский фестиваль анимационного кино
Открытый российский фестиваль анимационного кино «Суздальфест» (Тару́са, Су́здаль) — фестиваль профессиональной анимации, произведённой на территории Российской Федерации или Белоруссии, а также гражданами этих государств, работающими в других странах. Существует с 1996 года. В настоящее время проводится в городе Суздале.

## История
Фестиваль проводится с 1996 года (до 2001 года проходил около города Таруса), с 2002 года — в городе Суздале.
По замыслу создателей, фестиваль является единственным профессиональным смотром всей российской анимации, произведённой за год. Поначалу призы вручались по профессиям: «Лучший режиссёр», «Лучший сценарий», «Лучший художник-постановщик», «Лучший аниматор», «Лучший звук» и т. д. Также вручались призы за лучшего персонажа мультфильма и приз «Фортуна», суть которого в том, что награждается фильм по абсолютно случайному выбору (поскольку каждая попытка любой группы людей выразить себя на анимационном языке достойна поощрения). Затем критерии судейства неоднократно менялись.
Неизменным остаётся Рейтинг фестиваля, который создаётся в результате всеобщего голосования. Три лучших фильма получают призовые «дощечки» с автографами самых авторитетных мастеров анимации.

## Оргкомитет
Генеральный директор с 1996 — продюсер Александр Герасимов.
Председателем Оргкомитета с 1996 по 2006 был сценарист Владимир Голованов.
С 2006 года — председатель Оргкомитета Сергей Лазарук.
Программный директор — кинокритик Наталья Лукиных.

## Президенты
- С 1996 по 2007 год — Александр Татарский.

С 2009 года президентом на год становится режиссёр — обладатель гран-при фестиваля:
- В 2009—2010 — Елена Чернова.
- В 2010—2011 — Алексей Алексеев.
- В 2011—2012 — Михаил Дворянкин.
- В 2012—2013 — Алексей Туркус.
- В 2013—2014 — Наталья Чернышева.
- В 2014—2015 — Леонид Шмельков.
- В 2023—2024 — Максим Куликов.

## Номинации
- Гран-при фестиваля.
- Лучшая режиссура.
- Лучшая драматургия.
- Лучшее изобразительное решение.
- Лучший мультипликат.
- Лучшее звуковое решение.
- Лучший фильм для детей.
- Лучший студенческий фильм.
- Лучший дебютный фильм.
- Лучший сериал (цикл).
- Лучшая работа в прикладной анимации.